# 大西比呂志
大西 比呂志（おおにし ひろし、1955年 - ）は、日本の歴史学者。フェリス女学院大学国際交流学部教授、同学部長、評議員を歴任し、同大学名誉教授。専門は日本近現代史。
香川県善通寺市出身。1979年、早稲田大学政治経済学部政治学科卒業。1988年、同大学院政治学研究科博士課程単位取得満期退学。

## 著書

### 単著
- 『横浜市政史の研究　近代都市における政党と官僚』（有隣堂、2004年）
- 『横浜をめぐる七つの物語　地域からみる歴史と世界』（フェリス女学院大学、2007年）
- 『伊沢多喜男　知られざる官僚政治家』（朔北社、2019年）
- 『大江卓の研究　在野・辺境・底辺を目指した生涯』（芙蓉書房出版、2023年、第33回高知出版学術賞

### 編著
- 『伊沢多喜男と近代日本』（芙蓉書房出版、2003年）

### 共著
- （栗田尚弥・小風秀雅）『相模湾上陸作戦　第二次大戦終結への道』（有隣堂〈有隣新書〉、1995年）

### 共編著
- （梅田定宏）『「大東京」空間の政治史　1920～30年代』（日本経済評論社、2002年）
- （松本洋幸）『首都圏形成の戦後史　計画・開発と自治体』（日本経済評論社、2023年）